# Palau Reial de Pedralbes

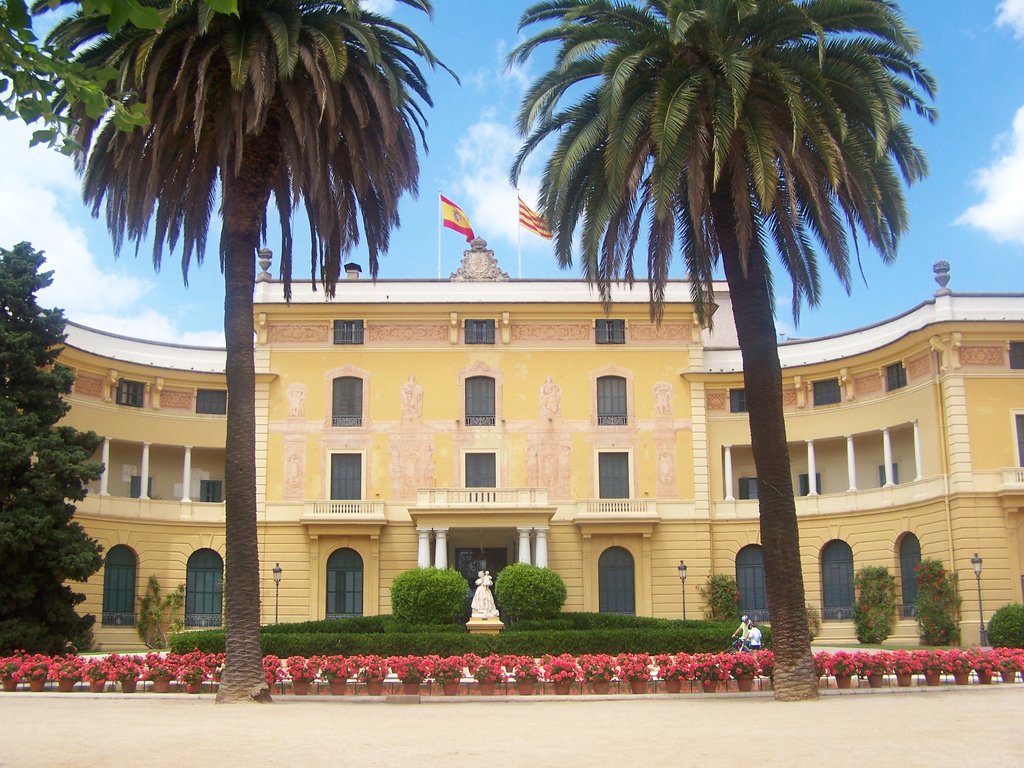

Het Palau Reial de Pedralbes is een paleis in Barcelona gelegen aan de Avinguda Diagonal.
Het Palau Reial de Pedralbes heeft zijn oorsprong in de oude Masia (mas of Provençaalse boerderij) de Can Feliu, uit de 17e eeuw. De bijbehorende grond is aangekocht door de graaf Eusebi Güell, samen met het naburige Can Cuias de la Riera. Samen vormden zij de Finca Güell, een uitgebreid landgoed (30.000 m²).
Het Can Feliu gebouw werd gerenoveerd door de architect Joan Martorell i Montells, die een klein paleis bouwde in Caribische stijl samen met een gotische kapel en omgeven door prachtige tuinen. Later werd de renovatie uitbesteed aan Antoni Gaudí, samen met de bouw van een omringende muur en de paviljoens aan de zijingang. Gaudí tekende ook gedeeltelijk de tuinen uit rond het paleis, plaatste twee fonteinen, ontwierp een pergola en plantte vele mediterrane planten zoals palmbomen, cipressen, magnolia's, pijnbomen en eucalyptus.
De Font d'Hercules (Hercules fontein) staat nog steeds op het terrein, gerestaureerd in 1983; heeft het een buste van Hercules op de top van een zuil met Catalonees schild en een Chinese draak.
In het Palau Reial de Pedralbes (Diagonal, 686) zaten voorheen de Museu del Disseny de Barcelona (Designhub) DHUB Musea en kon je de permanente tentoonstellingen van Museu Textil i d'Indumentaria en het Museu de les Arts Decoratives bezoeken. Later verhuisden deze musea naar hun nieuw adres: Plaça de les Glòries Catalanes, 37,08018 Barcelona,Spanje.